# La Bénisson-Dieu
La Bénisson-Dieu är en kommun i departementet Loire i regionen Auvergne-Rhône-Alpes i centrala Frankrike. Kommunen ligger i kantonen Roanne-Nord som tillhör arrondissementet Roanne. År 2022 hade La Bénisson-Dieu 425 invånare.

## Befolkningsutveckling
Antalet invånare i kommunen La Bénisson-Dieu
| Referens: INSEE |